# Noteriades argentatus
Noteriades argentatus is een vliesvleugelig insect uit de familie Megachilidae. De wetenschappelijke naam van de soort is voor het eerst geldig gepubliceerd in 1857 door Gerstäcker.
De soort is gemeld uit Mozambique, Angola, Namibië, Zuid-Afrika.